# Glenomaru
Glenomaru  est une petite localité du secteur des Catlins, dans le sud de Île du Sud de la Nouvelle-Zélande.

## Situation
Elle est localisée à 10 kilomètres au nord de la ville d’Owaka sur le trajet de la route principale allant à la ville de Balclutha.

## Accès
Le 7 juillet 1891, un embranchement ferroviaire du chemin de fer partant de la ligne principale du sud (en) au niveau de la ville de Balclutha fut ouvert en direction de Glenomaru et le village resta le terminus de la ligne jusqu’à ce que la ligne soit étendue vers Tahora le 16 décembre 1895.
Cette ligne finalement se termina au niveau de Tahakopa et fut connue sous le nom de branche de la rivière Catlins (en). 
Elle ferma le 27 février 1971 et une scierie existe maintenant sur le site de la gare de Glenomaru, bien que quelques formations de l’ancien chemin de fer puissent encore être vues dans les environs et que le « tunnel routier de Hunts », présent à proximité puisse être parcouru à pied.